# Kolkata
Kolkata (/'kolkat̪a/ tiếng Bengal: কলকাতা), trước đây,  trong các văn cảnh tiếng Anh, Calcutta, là thủ phủ của bang Tây Bengal, Ấn Độ. Thành phố tọa lạc ở phía Đông Ấn Độ bên bờ sông Hooghly. Thành phố có dân số khoảng 11 triệu người với một dân số vùng đô thị mở rộng lên đến 14 triệu người, khiến nó trở thành vùng kết tụ đô thị lớn thứ 3 và là thành phố lớn thứ 3 ở Ấn Độ.
Kolkata đã từng là thủ đô của Ấn Độ trong thời kỳ thuộc địa Anh (British Raj) cho đến năm 1911. Đã từng là trung tâm của giáo dục hiện đại, khoa học, văn hóa và chính trị ở Ấn Độ, Kolkata đã chứng kiến sự đình đốn kinh tế trong những năm sau khi Ấn Độ độc lập năm 1947. Tuy nhiên, kể từ năm 2000, một sự trẻ hóa kinh tế đã chặn lại sự giảm sút èo uột, dẫn đến một cuộc bứt phá tăng trưởng của thành phố này. Giống như nhiều thành phố lớn khác, Kolkata tiếp tục gắng sức xử lý các vấn đề của tiến trình đô thị hóa như đói nghèo, nạn ô nhiễm, tình trạng tắc nghẽn giao thông.
Là một thành phố sôi nổi với một nền văn hóa chính trị-xã hội riêng, Kolkata nổi danh nhờ lịch sử cách mạng của mình, từ phong trào đấu tranh giành độc lập cho Ấn Độ đến các phong trào cánh tả và công đoàn.

## Tên gọi
Các tên gọi Kolkata và Calcutta là có lẽ dựa trên Kalikata, tên của một trong 3 ngôi làng (Kalikata, Sutanuti, Gobindapur) ở khu vực này trước khi người Anh đến đây. "Kalikata", đến lượt nó được tin là một lối dịch Anh hóa của từ Kalikshetra ("Đất của vị nữ thần Kali"). Tuy nhiên, có nhiều giả thuyết khác hiện hữu về nguồn gốc tên gọi này. Khu vực định cư ban đầu ở vùng đất là thành phố hiện này đã được tuyên bố là nằm bên một khal, có nghĩa là một con kênh trong tiếng Bengal. Khal có lẽ đã tạo ra căn nguyên của tên gọi này. Hơn nữa, nơi này được biết đến là nơi sản xuất vôi vỏ sò và tên gọi có thể đã được lấy từ đá vôi (kali) và vỏ sò (kata) nung nóng. Mặt khác, tên gọi có thể đã được lấy từ thuật ngữ tiếng Bengal kilkila ("vùng bằng phẳng"). Trong khi thành phố thường được phát âm "Kolkata" hoặc "Kolikata", trong tiếng Bengal địa phương, tên chính thức bằng tiếng Anh của nó chỉ được đổi từ "Calcutta" sang "Kolkata" trong năm 2001, phản ánh sự thay đổi cách phát âm tiếng Bengal. Nhiều người xem việc đổi tên nay như là một biện pháp xóa bỏ di sản của thời cai trị Anh. Trong tập Tây hành kiến văn kỷ lược (1830), danh thần nhà Nguyễn Lý Văn Phức đã phiên âm địa danh này là Minh-ca (明歌), nhân đó cũng làm bài thơ Để Minh Ca tân thứ an bách (抵明歌津次安舶).

## Lịch sử
Sự phát hiện Chandraketugarh, một địa điểm khảo cổ gần đó, đã cung cấp bằng chứng rằng khu vực này đã có con người định cư hơn hai thiên niên kỷ. Lịch sử được ghi chép của thành phố tuy nhiên lại bắt đầu với việc Công ty Đông Ấn Anh đến đây vào năm 1690, khi công ty này đã củng cố việc kinh doanh mậu dịch ở Bengal. Job Charnock, một người quản lý công ty cuối cùng đã định cư ở Sutanuti sau khi đã xâm lược hết vương quốc Hijli, và ông đã về mặt truyền thống được tin là người thành lập thành phố này, tuy nhiên gần đây các chuyên gia đã tán thành quan điểm rằng Job Charnock không phải là người sáng lập thành phố này. Năm 1699, người Anh đã hoàn tất việc xây dựng Pháo đài William, được sử dụng để đóng quân và làm một căn cứ ở khu vực. Kolkata (sau này là Calcutta) đã được công bố là một Thành phố Quận (Presidency City), và sau này đã trở thành thủ phủ của Quận Bengal (Bengal Presidency). Thường xuyên giao tranh với các lực lượng của Pháp, năm 1756 người Anh bắt đầu nâng cấp các công sự của mình. Khi các cuộc phản đối chống lại sự quân sự hóa Nawab of Bengal Siraj-Ud-Daulah đã không được ai chú ý đến, ông ta đã tấn công và chiếm giữ được Pháo đài William dẫn đến sự kiện Hố Đen tai tiếng. Một lực lượng sepoy (lính Ấn Độ trong quân đội Anh) và các đội quân Anh do Robert Clive lãnh đạo đã tái chiếm lại thành phố trong năm sau. Kolkata đã được chỉ định là thủ đô của Ấn Độ thuộc Anh năm 1772. Chính trong thời kỳ này các đầm lầy xung quanh thành phố đã được làm khô và khu chính quyền đã được bố trí dọc theo hai bên bờ sông Hooghly. Richard Wellesley, Toàn quyền trong thời kỳ 1797 – 1805, là người mang đến sự tăng trưởng của thành phố và kiến trúc công cộng của nó, những điều đã dẫn đến thành phố Kolkata miêu tả là "Thành phố của các lâu đài". Thành phố này là một trung tâm buôn bán nha phiến của Công ty Đông Ấn Anh trong thế kỷ 18 và 18; thuốc phiện được sản xuất ở địa phương đã được bán đấu giá tại Kolkata để đưa lên tàu biển chở đến Trung Quốc.
Đến đầu thế kỷ 19, Kolkata đã được chia ra hai khu vực riêng biệt — một khu là người Anh, khu kia và người Ấn Độ, gọi là 'Phố Đen'. Thậm chí lúc đó, sự nghèo khó của các khu phố tồi tài 'Phố Đen' đã bị xem là gây sốc. Thành phố đã trải qua sự tăng trưởng công nghiệp nhanh chóng từ thập niên 1850, đặc biệt là các ngành dệt may và đay; điều này đã dẫn đến một sự đầu tư quy mô lớn của chính phủ Anh vào các dự án hạ tầng cơ sở như đường bộ, đường sắt, điện tín. Sự liên kết giữa nền văn hóa Anh và Ấn Độ đã dẫn đến sự nổi lên của một tầng lớp Babu những người Ấn Độ thành thị mà thành phần của nó thường là các quan chức nhà nước, các tờ báo của giới học thức, là những người thân Anh và thường thuộc đẳng cấp thượng lưu của các cộng đồng người Hindu. Suốt thế kỷ 19, một cuộc đổi mới văn hóa-xã hội, thường được gọi là Phục Hưng Bengal đã dẫn đến một sự nâng cao trình độ mọi mặt của người dân. Năm 1883, Surendranath Banerjea đã tổ chức một hội nghị dân tộc — kiểu hội nghị đầu tiên thuộc loại này trong thế kỷ 19 ở Ấn Độ. Dần dần Kolkata đã trở thành một trung tâm của phong trào độc lập Ấn Độ, đặc biệt là các tổ chức cách mạng. Sự chia cắt Bengal (1905) về các khu vực cộng đồng đã dẫn đến một sự công khai phản đối rộng khắp và sự tẩy chay hàng hóa Anh (phong trào Swadeshi).

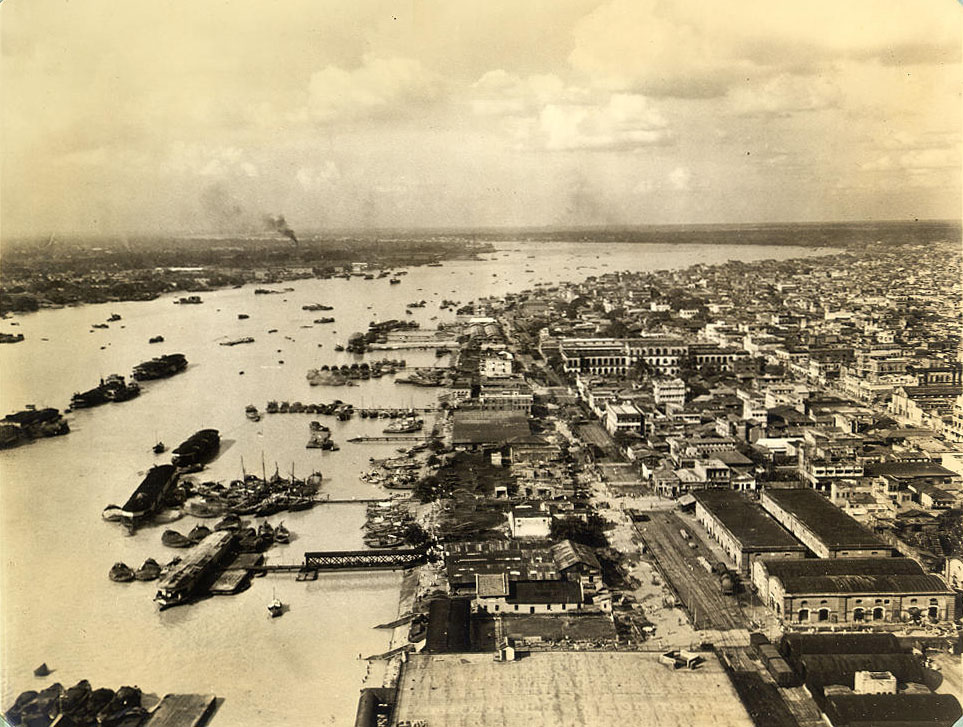
Cảng Kolkata năm 1945. Đây là một quân cảng quan trọng trong Chiến tranh thế giới thứ hai.

Những hoạt động này, cùng với vị trí bất lợi về hành chính của Kolkata ở rìa phía Đông của Ấn Độ đã thúc dục người Anh chuyển thủ đô đến New Delhi năm 1911. Cảng của thành phố đã bị đánh bom hai lần bởi người Nhật trong Chiến tranh thế giới thứ 2. Do các kho lương thực đã được chuyển sang nuôi quân Đồng Minh, hàng triệu người đã chết đói trong Nạn đói Bengal năm 1943. Năm 1946, các yêu cầu thành lập một nhà nước Hồi giáo đã dẫn đến một cuộc bạo động công cộng quy mô lớn của những người Hồi giáo dẫn đến cái chết của hơn 2000 người. Việc chia cắt Ấn Độ cũng tạo ra bạo động căng thẳng và một sự chuyển dịch cơ cấu dân số - một số lượng lớn người theo đạo Hồi đã rời đến Đông Pakistan, còn hàng trăm ngàn người Hindu chuyển vào thành phố.
Trong thập niên 1960 và 1970, tình trạng thiếu điện nghiêm trọng, biểu tình và một phong trào chủ nghĩa Marx-Mao bạo động; Naxalite — đã phá hủy nhiều hạ tầng của thành phố, dẫn đến một sự đình đốn kinh tế. Năm 1971, chiến tranh giữa Ấn Độ và Pakistan đã dẫn đến một làn sóng dân tị nạn đổ vào Kolkata gây nên một sự căng thẳng lên hạ tầng của thành phố. Trong thập niên 1980, Mumbai đã qua mặt Kolkata để trở thành thành phố đông dân nhất Ấn Độ. Kolkata đã là một căn cứ mạnh của chủ nghĩa cộng sản Ấn Độ do Tây Bengal đã được cai trị bởi Mặt trận Cánh tả do CPI(M) chi phối trong 3 thập niên đến nay; chính quyền Cộng sản được bầu chọn dân chủ cầm quyền lâu nhất thế giới. Sự phục hồi kinh tế của thành phố đã lấy được đà sau cải cách kinh tế ở Ấn Độ được chính quyền trung ương mở đầu giữa thập niên 1990. Từ năm 2000, dịch vụ công nghệ thông tin đã hồi sinh nền kinh tế đình đốn của thành phố. Thành phố này cũng trải qua một sự tăng trưởng trong lĩnh vực chế tạo trong thời gian gần đây.

## Địa lý
Kolkata tọa nằm ở Đông Ấn Độ tại tọa độ 22°34′22″B 88°21′50″Đ / 22,57278°B 88,36389°Đ trong vùng Đồng bằng châu thổ sông Hằng với độ cao dao động trong khoảng 1,5 đến 9 m. Nó trải dài dọc theo hai bờ sông Hooghly theo hướng Bắc-Nam. Phần lớn thành phố ban đầu là một vùng đất ngập nước rộng lớn, được san lấp qua nhiều thập kỷ để cung cấp nơi ở cho dân số tăng lên. Vườn quốc gia Sundarbans tách thành phố khỏi Vịnh Bengal, một vịnh nằm cách thành phố 154 km về phía Nam.
Giống như phần lớn các đồng bằng sông Ấn-Hằng, phù sa là dạng đất đai chiếm ưu thế. Các lớp trầm tích kỷ thứ tư bao gồm đất sét, bùn, nhiều lớp cát và sỏi nằm dưới lòng đất bề mặt thành phố. Các lớp trầm tích này nằm kẹp giữ hai nền đất sét, lớp thấp hơn có độ sâu từ 250 đến 650 m và lớp trên dao động giữa độ dày 10–40 m. Theo Cục Tiêu chuẩn Ấn Độ, thành phố rơi vào vùng địa chấn-III, trong một thang chia từ I đến V (theo thứ tự về khả năng có thể chịu địa chấn tăng dần theo thang này) còn phân vùng gió và lốc xoáy nhiệt đới thì thành phố thuộc vùng "rủi ro phá hoại rất cao", theo báo cáo của UNDP report.

## Khí hậu
Kolkata có khí hậu nhiệt đới. Nhiệt độ hàng năm là 26.8 °C (80 °F); nhiệt độ trung bình hàng tháng dao động trong khoảng từ 19 °C đến 30 °C (67 °F to 86 °F). Mùa Hè nóng và ẩm và nhiệt độ tối đa thường vượt quá 40 °C (104 °F) trong tháng 5 và tháng 6. Mùa Đông có thường kéo dài chỉ trong 2,5 tháng với nhiệt độ thấp xuống 12 °C – 14 °C (54 °F – 57 °F) giữa tháng 12 và tháng giêng. Nhiệt độ cao nhất ghi nhận được là 43,9 °C (113 °F) và thấp nhất là 5 °C (41 °F). Thông thường vào đầu mùa Hè những cơn gió giật khô kèm theo các đợt sấm sét và các cơn mưa nặng hạt xuống thành phố, làm giảm sự oi bức của các cơn nóng ẩm. Các cơn dông này về tính chất là đối lưu và được dân địa phương gọi là Kal baisakhi (Nor'westers).
Các cơn mưa do nhánh gió mậu dịch Tây-Nam của Vịnh Bengal mang lại rơi xuống thành phố giữa tháng 6 và tháng 9 và cung cấp phần lớn lượng mưa hàng năm 1582 mm của thành phố này. Lượng mưa cao nhất xuất hiện trong thời kỳ gió mùa tháng 8 (306 mm). Thành phố nhận được 2528 giờ nắng mỗi năm với lượng ánh nắng tối đa vào tháng 3. Nạn ô nhiễm là một vấn đề quan tâm chính của Kolkata, và mức chất hạt lơ lửng (SPM) cao so với các thành phố lớn khác của Ấn Độ, leading to regular smog và haze.
| Dữ liệu khí hậu của Kolkata (Alipore) 1971–1990                           | Dữ liệu khí hậu của Kolkata (Alipore) 1971–1990 | Dữ liệu khí hậu của Kolkata (Alipore) 1971–1990 | Dữ liệu khí hậu của Kolkata (Alipore) 1971–1990 | Dữ liệu khí hậu của Kolkata (Alipore) 1971–1990 | Dữ liệu khí hậu của Kolkata (Alipore) 1971–1990 | Dữ liệu khí hậu của Kolkata (Alipore) 1971–1990 | Dữ liệu khí hậu của Kolkata (Alipore) 1971–1990 | Dữ liệu khí hậu của Kolkata (Alipore) 1971–1990 | Dữ liệu khí hậu của Kolkata (Alipore) 1971–1990 | Dữ liệu khí hậu của Kolkata (Alipore) 1971–1990 | Dữ liệu khí hậu của Kolkata (Alipore) 1971–1990 | Dữ liệu khí hậu của Kolkata (Alipore) 1971–1990 | Dữ liệu khí hậu của Kolkata (Alipore) 1971–1990 |
| Tháng                                                                     | 1                                               | 2                                               | 3                                               | 4                                               | 5                                               | 6                                               | 7                                               | 8                                               | 9                                               | 10                                              | 11                                              | 12                                              | Năm                                             |
| ------------------------------------------------------------------------- | ----------------------------------------------- | ----------------------------------------------- | ----------------------------------------------- | ----------------------------------------------- | ----------------------------------------------- | ----------------------------------------------- | ----------------------------------------------- | ----------------------------------------------- | ----------------------------------------------- | ----------------------------------------------- | ----------------------------------------------- | ----------------------------------------------- | ----------------------------------------------- |
| Cao kỉ lục °C (°F)                                                        | 32.8 (91.0)                                     | 38.4 (101.1)                                    | 41.1 (106.0)                                    | 43.3 (109.9)                                    | 43.7 (110.7)                                    | 43.9 (111.0)                                    | 39.9 (103.8)                                    | 38.4 (101.1)                                    | 38.9 (102.0)                                    | 39.0 (102.2)                                    | 34.9 (94.8)                                     | 32.5 (90.5)                                     | 43.9 (111.0)                                    |
| Trung bình ngày tối đa °C (°F)                                            | 26.4 (79.5)                                     | 29.1 (84.4)                                     | 33.5 (92.3)                                     | 35.3 (95.5)                                     | 35.4 (95.7)                                     | 34.0 (93.2)                                     | 32.3 (90.1)                                     | 32.1 (89.8)                                     | 32.4 (90.3)                                     | 32.3 (90.1)                                     | 30.3 (86.5)                                     | 27.0 (80.6)                                     | 31.7 (89.1)                                     |
| Trung bình ngày °C (°F)                                                   | 20.1 (68.2)                                     | 23.0 (73.4)                                     | 27.6 (81.7)                                     | 30.2 (86.4)                                     | 30.7 (87.3)                                     | 30.3 (86.5)                                     | 29.2 (84.6)                                     | 29.1 (84.4)                                     | 29.1 (84.4)                                     | 28.2 (82.8)                                     | 24.9 (76.8)                                     | 20.8 (69.4)                                     | 26.9 (80.4)                                     |
| Tối thiểu trung bình ngày °C (°F)                                         | 13.8 (56.8)                                     | 16.9 (62.4)                                     | 21.7 (71.1)                                     | 25.1 (77.2)                                     | 26.0 (78.8)                                     | 26.5 (79.7)                                     | 26.1 (79.0)                                     | 26.1 (79.0)                                     | 25.8 (78.4)                                     | 23.9 (75.0)                                     | 19.6 (67.3)                                     | 14.5 (58.1)                                     | 22.2 (72.0)                                     |
| Thấp kỉ lục °C (°F)                                                       | 6.7 (44.1)                                      | 7.2 (45.0)                                      | 10.0 (50.0)                                     | 16.1 (61.0)                                     | 17.9 (64.2)                                     | 20.4 (68.7)                                     | 20.6 (69.1)                                     | 22.6 (72.7)                                     | 20.6 (69.1)                                     | 17.2 (63.0)                                     | 10.6 (51.1)                                     | 7.2 (45.0)                                      | 6.7 (44.1)                                      |
| Lượng mưa trung bình mm (inches)                                          | 11 (0.4)                                        | 30 (1.2)                                        | 35 (1.4)                                        | 60 (2.4)                                        | 142 (5.6)                                       | 288 (11.3)                                      | 411 (16.2)                                      | 349 (13.7)                                      | 288 (11.3)                                      | 143 (5.6)                                       | 26 (1.0)                                        | 17 (0.7)                                        | 1.800 (70.9)                                    |
| Số ngày mưa trung bình (≥ 1.0 mm)                                         | 1.2                                             | 2.2                                             | 3.0                                             | 4.8                                             | 8.7                                             | 14.7                                            | 20.5                                            | 20.2                                            | 15.7                                            | 8.1                                             | 1.5                                             | 0.9                                             | 101.5                                           |
| Độ ẩm tương đối trung bình (%)                                            | 66                                              | 58                                              | 58                                              | 66                                              | 70                                              | 77                                              | 83                                              | 83                                              | 81                                              | 73                                              | 67                                              | 68                                              | 71                                              |
| Số giờ nắng trung bình tháng                                              | 203.9                                           | 201.2                                           | 225.8                                           | 235.4                                           | 227.1                                           | 123.1                                           | 93.1                                            | 104.9                                           | 116.2                                           | 182.6                                           | 190.8                                           | 203.4                                           | 2.107,5                                         |
| Nguồn 1: NOAA                                                             |                                                 |                                                 |                                                 |                                                 |                                                 |                                                 |                                                 |                                                 |                                                 |                                                 |                                                 |                                                 |                                                 |
| Nguồn 2: India Meteorological Department (record high and low up to 2010) |                                                 |                                                 |                                                 |                                                 |                                                 |                                                 |                                                 |                                                 |                                                 |                                                 |                                                 |                                                 |                                                 |

## Kết cấu đô thị
Thành phố Kolkata, dưới quyền quản lý của Hội đồng thành phố Kolkata (KMC), có một diện tích 185 km². Tuy nhiên, vùng đô thị Kolkata lại trải rộng liên tục và đến năm 2006 thì khu vực hội tụ đô thị (Vùng đô thị Kolkata) trải rộng trên một diện tích hơn 1750 km² và bao gồm 157 khu vực bưu chính. Vùng đô thị này chính thức được nhiều chính quyền địa phương quản lý, bao gồm 38 local municipalities. Khu vực tích tụ đô thị này bao gồm 72 thành phố và 527 thị trấn và làng. Các vùng ngoại ô của quận đô thị Kolkata gồm các phần đất của các quận North 24 Parganas, South 24 Parganas, Howrah, Hooghly và Nadia.
Chiều Đông đến Tây của nội thành thành phố chật hẹp, trải ra từ sông Hooghly ở phía Tây đến gần như đến Eastern Metropolitan Bypass ở phía Đông, một chiều dài khoảng 5–6 km. Phần mở rộng Bắc-Nam gần như được chia ra thành phía Bắc, Trung tâm và phía Nam Kolkata. Bắc Kolkata là phần cổ nhất thành phố với kiến trúc thế kỷ 19 và ngõ hẹp. Bầu không khí quanh khu vực này gợi nhớ đến thành phố Kolkata cổ. Nam Kolkata hầu như phát triển sau khi độc lập và bao gồm các địa điểm tinh hoa. Khu vực Salt lake City (Bidhan Nagar) về phía Đông Bắc của thành phố là một khu được xây dựng có quy hoạch của Kolkata. Rajarhat, cũng gọi là Phố Mới, là một thị trấn được xây dựng có quy hoạch phát triển về phía rìa Đông-Nam của thành phố.
Trung tâm Kolkata là nơi có quận kinh doanh trung tâm xung quanh khu vực B. B. D. Bagh. Tòa nhà government secretariat, General Post Office, High Court, Lalbazar Police HQs và nhiều tòa văn phòng tư nhân và chính quyền nằm ở đây. Maidan là một sân rộng ở trung tâm thành phố nơi nhiều sự kiện thể thao và các cuộc mít ting công cộng được tổ chức. Nhiều công ty đã thiết lập văn phòng của mình xung quanh khu vực phía Nam của Park Street, một khu đã trở thành một Quận Kinh doanh Trung tâm của thành phố.

## Kinh tế
Kolkata là trung tâm thương mại, tài chính và kinh doanh chính của khu vực Đông Ấn Độ và các bang Đông Bắc. Thành phố này là nơi có trụ sở của Sở giao dịch chứng khoán Calcutta — sở giao dịch chứng khoán lớn thứ hai của Ấn Độ. Thành phố này cũng là một thành phố hải cảng và thương cảng lớn và là thành phố duy nhất khu vực có một sân bay quốc tế. Từng là một thành phố hàng đầu và là thủ đô Ấn Độ, Kolkata đã trải qua một giai đoạn suy giảm đều về kinh tế những năm sau khi Ấn Độ giành được độc lập do tình hình chính trị lúc đó chưa ổn định và sự gia tăng chủ nghĩa công đoàn được các đảng cánh tả. Giữa thời kỳ thập niên 1960 và 1990, đã diễn ra một sự rút vốn khổng lồ ra khỏi thành phố do nhiều nhà máy lớn bị đóng cửa hoặc giảm quy mô và di dời địa điểm kinh doanh. Sự thiếu hụt vốn cộng thêm với sự thiếu nhu cầu lớn khắp thế giới đối với các ngành truyền thống của thành phíi (ví dụ hàng đay) đã bồi thêm vào tình trạng trì trệ của nền kinh tế thành phố. Sự tự do hóa của nền kinh tế Ấn Độ trong thập niên 1990 cùng với việc bầu cử lên một Thống đốc theo đường lối cải cách Buddhadeb Bhattacharya đã dẫn đến một sự cải thiện sự thịnh vượng của thành phố.
Cho đến gần đây, sản lượng linh hoạt đã luôn luôn là chỉ tiêu ở Kolkata, và khu vực phi chính thức đã gồm có hơn 40% lực lượng lao động. Viên chức chính quyền bang và liên bang chiếm một tỷ lệ lớn trong lực lượng lao động của thành phố. Thành phố có một tỷ lệ lớn lực lượng lao động không có tay nghề hoặc bán tay nghề, cùng với lực lượng cổ cồn xanh và [[cổ cồn trắng. Sự hồi sinh kinh tế của Kolkata chủ yếu do ngành dịch vụ công nghệ thông tin dẫn dắt với lĩnh vực công nghệ thông tin tăng trưởng 70% mỗi năm, gấp đôi mức tăng trung bình của toàn quốc. Trong những năm gần đây đã có một làn sóng đầu tư vào lĩnh vực nhà đất với nhiều dự án mới đầu tư thành phố. Kolkata là nơi có nhiều đơn vị công nghiệp do các tập đoàn lớn Ấn Độ điều hành với các sản phẩm đa dạng từ hàng điện tử đến đay. Một số công ty nổi tiếng có trụ sở ở Kolkata là: ITC Limited, Bata India, Birla Corporation, Coal India Limited, Damodar Valley Corporation, United Bank of India, UCO Bank và Allahabad Bank Vijaya Bank. Gần đây, nhiều sự kiện như việc áp dụng chính sách "Nhìn về phía Đông" của chính phủ Ấn Độ, việc khai trương đèo Nathu La ở Sikkim làm con đường buôn bán biên giới với Cộng hòa Nhân dân Trung Hoa và mối quan tâm rộng lớn đến các quốc gia Đông Nam Á để đi vào thị trường Ấn Độ và đầu tư đã đặt Kolkata vào một vị trí có lợi.

## Quản lý hành chính
Hội đồng Thành phố Kolkata (KMC), (trước đây là Hội đồng Thành phố Calcutta), được thành lập năm 1876, chịu trách nhiệm duy trì các công việc dân sự và quản lý hạ tầng cơ sở của Kolkata. Thành phố được chia ra 141 Phường hành chính được xếp thành 15 thị xã (borough). Mỗi phường bầu một ủy viên hội đồng vào KMC. Mỗi thị xã có một ủy ban bao gồm các ủy viên hội đồng được bầu từ các phường của thị xã. Hội đồng thành phố, thông qua các ủy ban thị xã, duy trì các trường học do nhà nước trợ giúp, các bệnh viện và các và các chợ thành phố và tham gia vào việc quy hoạch đô thị và duy trì đường sá. Hội đồng là cơ quan quyền lực tối cao, thi hành chức năng của mình thông qua Hội đồng-trong-Thị trưởng, bao gồm một thị trưởng được một phó thị trưởng giúp việc và 10 thành viên được bầu cử khác của KMC được bầu cử. Thị trưởng chịu trách nhiệm đối với việc thực hiện các chức năng chung của KMC và có nhiệm kỳ 5 năm. Hiện nay, Mặt trận Cánh tả do CPI(M) lãnh đạo nắm quyền ở KMC.
Thành phố cũng có một vị trí giữ chức vụ không chính trị, đó là chức Cảnh sát trưởng Kolkata. Vị cảnh sát trưởng này làm chủ tịch nhiều hội nghị và trách nhiệm liên quan đến thành phố. Một cơ quan dân sự phục thuộc khác là Vụ Phát triển Đô thị Kolkata (KMDA) đảm trách phát triển và quy hoạch theo luật định Vùng đô thị Kolkata (KMA). KMA bao gồm một vùng xa thành thị ở ngoại ô xung quanh các trung tâm của Kolkata.
Là thủ phủ của bang và là nơi có trụ sở của Chính quyền Tây Bengal, Kolkata là nơi đóng trụ sở Quốc hội bang Tây Bengal, Văn phòng (Secretariat) (Writers' Building) và Tòa án Tối cao Calcutta. Kolkata cũng có các tòa án cấp dưới; the tòa tiểu điều kiện xử các vụ dân sự, và tòa hình sự xử các vụ án hình sự. Sở cảnh sát Kolkata, do một cao ủy cảnh sát đứng đầu, thuộc Bộ Nội vụ Tây Bengal. Thành phố được phân ra về mặt hành chính thành 5 vùng cảnh sát và lại được chia ra thành 48 phòng cảnh sát địa phương. Thành phố bầu ra 3 nghị sĩ ở Lok Sabha (Hạ viện Ấn Độ) và 21 nghị sĩ của Quốc hội bang.

## Các dịch vụ tiện ích và các phương tiện truyền thông

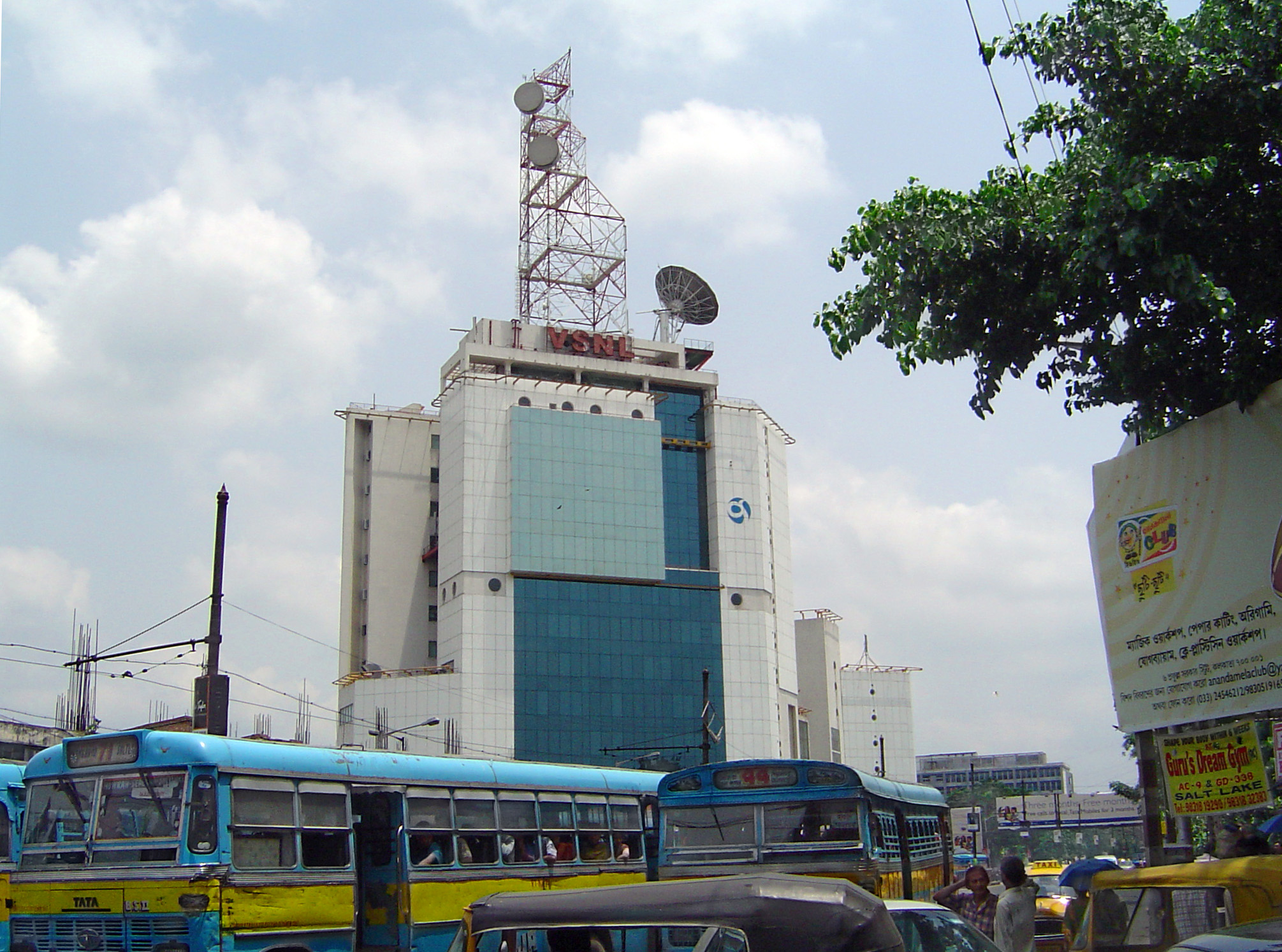
Tháp VSNL của VSNL–Tata Indicom — một nhà cung cấp dịch vụ viễn thông lớn ở thành phố

KMC cung cấp nước uống cho thành phố, lấy từ nguồn nước sông Hooghly. Nước được lọc và xử lý ở trạm bơm nước nằm ở North 24 Parganas. Hầu như tất cả lượng rác thải hàng ngày 2500 tấn được chở đến các bãi rác ở Dhapa về phóa Đông thành phố. Việc sản xuất nông nghiệp trên bãi rác này được khuyến khích để tái chế rác thải và nước cống. Nhiều nơi của thành phố thiếu các trang thiết bị xử lý nước cống dẫn đến nhiều phương pháo xử lý nước thải không đảm bảo vệ sinh. Điện của khu vực thành phố được cung cấp bởi Công ty Cấp điện Calcutta (CESC) do tư nhân quản lý và ở khu vực ngoại ô thì do Ủy ban Điện bang Tây Bengal. Việc cúp điện thường xuyên là một vấn đề cuối thập niên 1990, tuy nhiên tình hình đã được cải thiện. Thành phố có 20 trạm cứu hỏa thuộc Sở cứu hỏa Tây Bengal) đảm trách trung bình 7500 cuộc gọi điện cứu hỏa và cứu hộ mỗi năm.
Các công ty quốc doanh BSNL và tư nhân như Hutch, Airtel, Reliance Infocomm và Tata Indicom là các nhà cung cấp dịch vụ điện thoại di động trong thành phố. Vùng phủ sóng rộng với các dịch vụ theo công nghệ GSM và CDMA. Sự thâm nhập của internet băng thông rộng đã tăng đều với các nhà cung cấp dịch vụ hàng đầu là BSNL, Tata Indicom, Airtel và Reliance.
Các tờ báo bằng tiếng Bengal như Anandabazar Patrika, Aajkaal, Bartaman, Sangbad Pratidin và Ganashakti là những tờ báo lưu hành rộng rãi. Các tờ báo bằng tiếng Anh và các tiếng địa phương khác như The Telegraph, The Statesman, Asian Age, Hindustan Times và The Times of India được bán với số lượng lớn. Một số tạp chí xuất bản định kỳ là Desh, Sananda, Unish Kuri, Anandalok và Anandamela. Là thị trường thương mại lớn nhất Đông Ấn Độ, Kolkata có một mối quan hệ trọng yếu với các nhật báo tài chính, bao gồm Economic Times & Business Standard. Các báo bằng tiếng bản xứ như các báo bằng tiếng Hindi, Gujarati, Oriya, Urdu, Punjabi và tiếng Hoa cũng được đọc bởi một nhóm thiểu số. Kolkata có 9 đài phát thanh bằng tần số FM: AIR Kolkata (FM Rainbow & FM Gold), Radio Mirchi (98.3 MHz), Red FM (93.5 MHz), Aamar FM (106.2 MHz), Gyan Vani (105.4 MHz), Big FM (92.7 MHz), Power FM (107.8 MHz) và Friends FM (91.9 MHz). Đài truyền hình thuộc Nhà nước Doordarshan cung cấp 2 kênh mặt đất miễn phí, còn 4 MSO cung cấp một số kênh hỗn hợp bằng tiếng Bengal, Hindi, Anh và nhiều kênh khu vực khác thông qua cáp.

## Giao thông

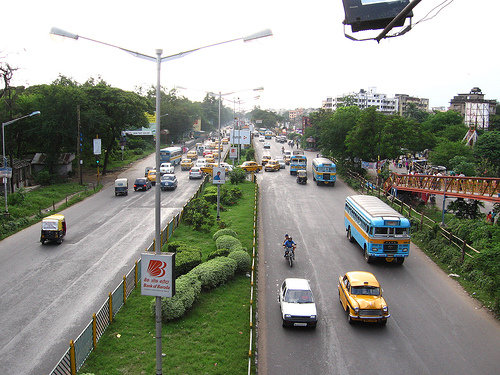
Một con đường tấp nập ở Kolkata

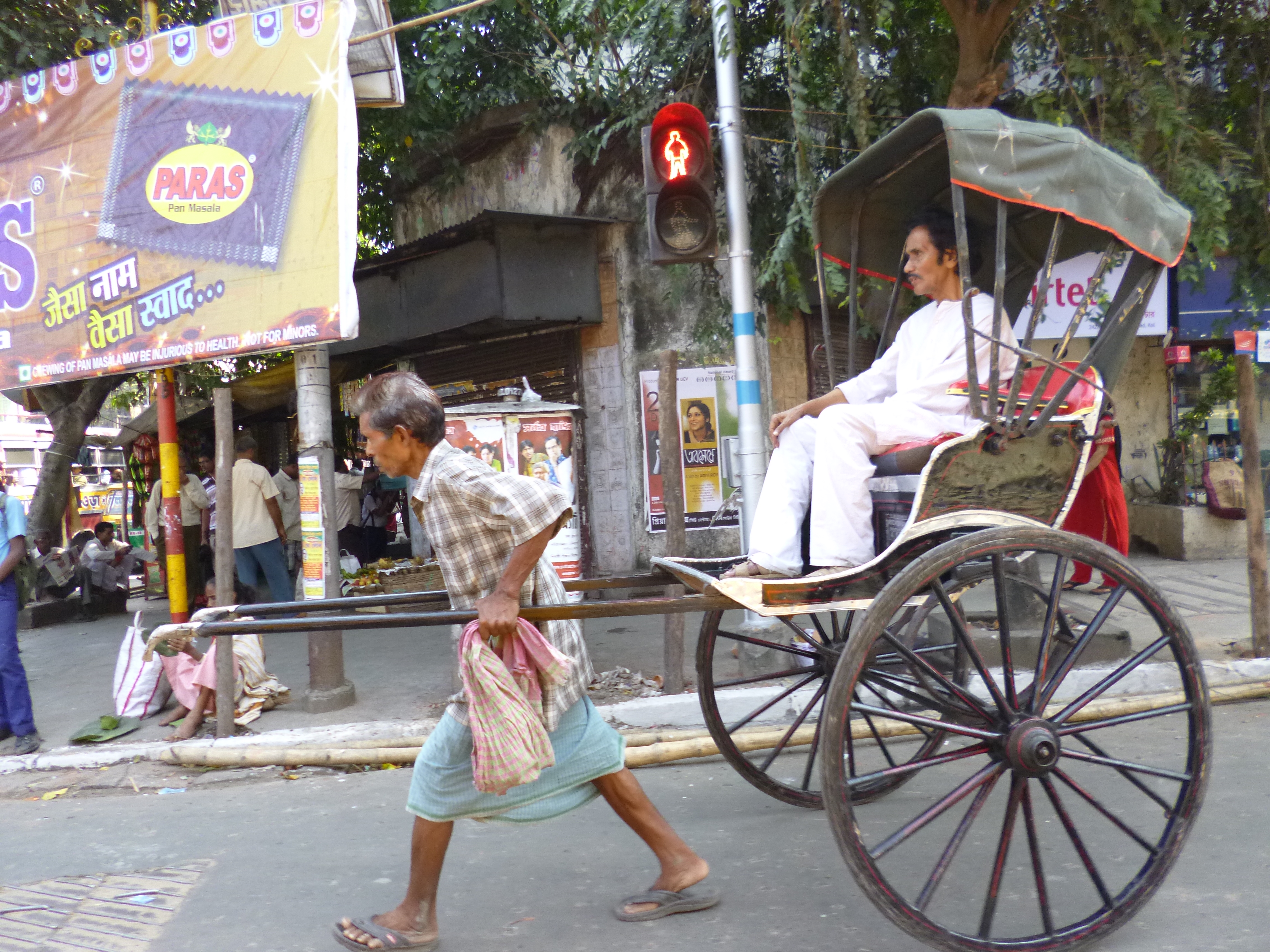
Xe kéo ở Kolkata

Giao thông công cộng do Đường sắt ngoại ô Kolkata và Tàu điện ngầm Kolkata cũng như xe điện và xe buýt đảm trách. Mạng lưới ngoại ô rộng lớn và tỏa đi các vùng ngoại ô xa. Tàu điện ngầm Kolkata, do Đường sắt Ấn Độ vận hành, là hệ thống ngầm cổ nhất ở Ấn Độ. Tuyến đường này chạy song song vớ sông Hooghly và vươn theo chiều dài Bắc-Nam của thành phố và bao một khoảng cách 16,45 km. Xe buýt là phương tiện giao thông được ưa thích và do các đơn vị điều hành của Nhà nước và tư nhân đảm trách. Kolkata là thành phố duy nhất còn lại của Ấn Độ còn mạng lưới xe điện do Công ty Xe điện Calcutta vận hành. Dịch cụ xe điện chạy chậm được hạn chế trong một số khu vực nhất định của thành phố. Những xe buýt có máy điều hòa nhiệt độ sang trọng vừa được du nhập gần đây cũng kết nối những nơi ở thành phố với Sân bay quốc tế Netaji Subhash Chandra Bose cho những người đi hàng ngày.